# ری جی
ری جی (انگلیسی: Ray J؛ زادهٔ ۱۷ ژانویهٔ ۱۹۸۱) خواننده رپ و بازیگر اهل ایالات متحده آمریکا است.
از فیلم‌ها یا برنامه‌های تلویزیونی که وی در آن نقش داشته‌است می‌توان به مریخ حمله می‌کند!، استیل، و روزی از زندگی اشاره کرد.